# Gerd Habermann

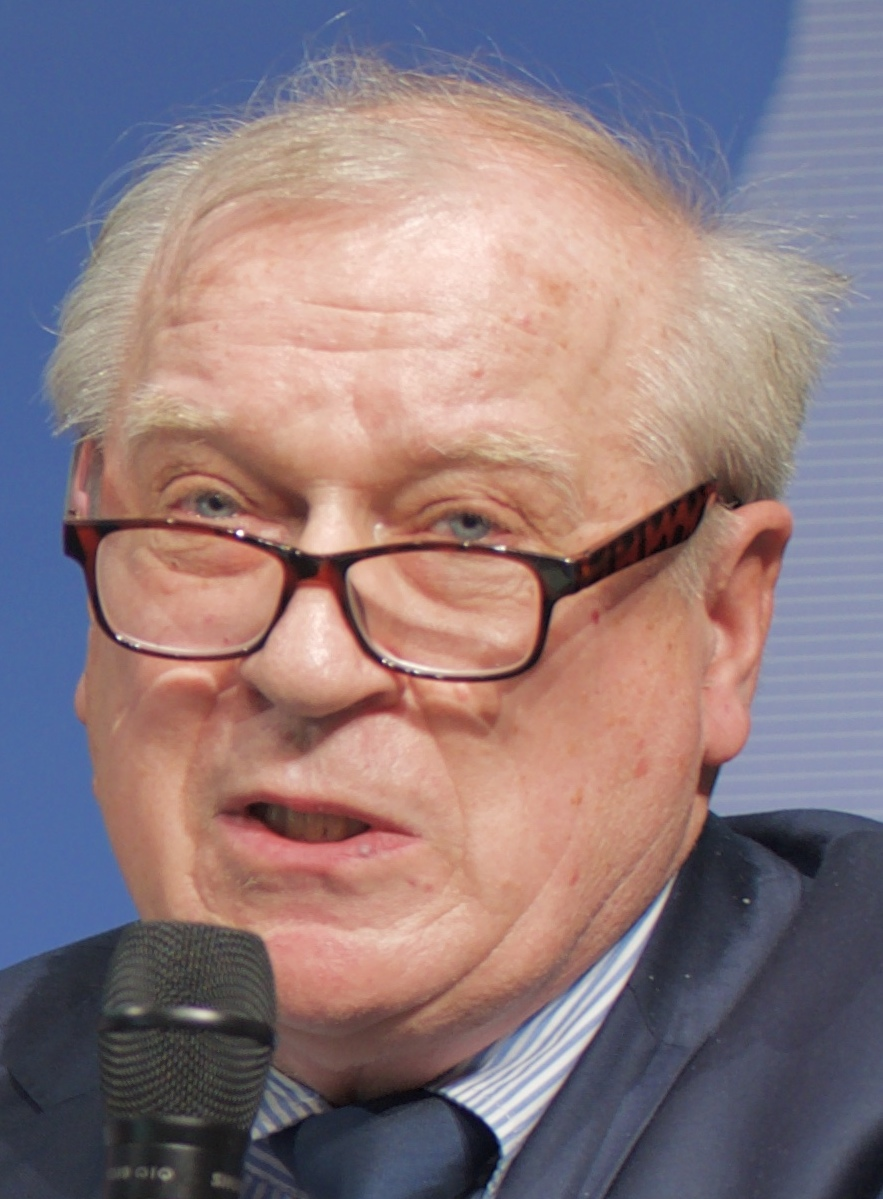
Gerd Habermann, 2019

Gerd Habermann (* Oktober 1945 in Petershagen, Westfalen) ist ein deutscher Lobbyist und freier Publizist. Er war Initiator und Mitgründer der Friedrich A. von Hayek-Gesellschaft und der Friedrich-August von Hayek-Stiftung für eine freie Gesellschaft.

## Leben und Wirken
Gerd Habermann studierte Sozial- und Wirtschaftsgeschichte, Politische Wissenschaften, Philosophie und Volkswirtschaft an den Universitäten Frankfurt am Main, Wien, Tübingen und Konstanz. An der Philosophischen Fakultät der Konstanzer Universität wurde Habermann 1972 mit der Dissertation Über Junkertum und Bürokratie. Zur Genesis des deutschen Sozialstaates zum Dr. phil. promoviert. Danach war er für vier Jahre Assistent an den Universitäten Heidelberg (Lehrstuhl Werner Conze) und Tübingen (Lehrstuhl Friedrich Tenbruck).
Ein mehrjähriges Zwischenspiel hatte Habermann als Grundsatzreferent bei der Lobbyorganisation Wirtschaftsrat der CDU. 1983 wechselte Habermann zur Lobbyorganisation Arbeitsgemeinschaft Selbständiger Unternehmer (ASU) nach Bonn und leitete seit 1993 deren dortiges Unternehmerinstitut. Daneben war er Dozent an der Universität Bonn. Im Jahr 2000 zog er mit der ASU – seit Mai 2007 Die Familienunternehmer ASU e. V. – nach Berlin um und nahm Vorlesungen an der Universität Potsdam auf.
Habermann ist Mitgründer der Friedrich A. von Hayek-Gesellschaft und Vorstandsvorsitzender der Friedrich-August-von-Hayek-Stiftung für eine freie Gesellschaft. Mitte 2015 kam es zum Zerwürfnis mit der Präsidentin Karen Horn. Er ist überdies Mitglied der Mont Pelerin Society, des Kuratoriums von Mehr Demokratie sowie „aus eigener Entscheidung auch liberal-humanistisches Mitglied der Katholischen Kirche“ (Habermann).
Seit 2003 ist er Honorarprofessor an der Wirtschafts- und Sozialwissenschaftlichen Fakultät der Universität Potsdam. 2012 hielt Habermann einen Vortrag bei der Klimawandelleugnerorganisation EIKE.
Im Jahr 2015 kam es innerhalb der Friedrich A. von Hayek-Gesellschaft zu einem Streit über die Aufnahme von AfD-Mitgliedern. Habermann unterstützte den Vorschlag, ihnen den Beitritt zu ermöglichen, die damalige Präsidentin Karen Horn lehnte ihn jedoch ab. Nachdem sich Habermanns Position auf einer Mitgliederversammlung durchsetzte, traten Horn und rund ein Drittel der Mitglieder aus der Gesellschaft aus.
Er ist u. a. auch Autor der Zeitschrift eigentümlich frei, deren Redaktionsbeirat er angehört, und des Magazins Schweizer Monat sowie Gastautor bei der Achse des Guten.

## Veröffentlichungen

### Als Autor
- Über Junkertum und Bürokratie. Zur Genesis des deutschen Sozialstaates. Dissertationsschrift, Konstanz 1972 [Erscheinungsjahr 1977]
- Der Wohlfahrtsstaat. Die Geschichte eines Irrwegs. Berlin 1994; aktualisierte Taschenbuchausgabe  Berlin 1997. Dritte, überarbeitete und aktualisierte Auflage (mit dem neuen Untertitel Das Ende einer Illusion) München 2013, ISBN 3-89879-800-3
- Richtigstellung. Ein polemisches Soziallexikon. München 2006, ISBN 3-7892-8182-4
- Freiheit in Deutschland. Geschichte und Gegenwart. Reinbek 2020, ISBN 978-3-95768-224-6

### Als Herausgeber
- zusammen mit Hans-Joachim Löser: Antibürokratie. Mehr Bürger als Untertan. München 1980 ISBN 3-478-05470-2
- Das Maß des Menschlichen. Ein Wilhelm-Röpke-Brevier, Thun 1999 (2. Auflage, Bern 2005, ISBN 3-7225-0004-4)
- Der Weg zum Wohlstand. Ein Adam-Smith-Brevier,  Thun 2002 ISBN 3-7225-6924-9
- Freiheit oder Gleichheit. Ein Alexis-de-Tocqueville-Brevier,  Bern 2005 ISBN 3-7225-0003-6
- Philosophie der Freiheit. Ein Friedrich-August-von-Hayek-Brevier, Thun 1999 (4. Auflage, Bern 2005, ISBN 3-7225-0005-2)
- Vision und Tat. Ein Ludwig-Erhard-Brevier freiheitlicher Politik, Thun 2000 (2. Auflage, Bern 2005, ISBN 3-7225-0001-X)
- zusammen mit Gerhard Schwarz als Herausgeber: Die Idee der Freiheit. Eine Bibliothek von 111 Werken der Liberalen Geistesgeschichten, Zürich und Frankfurt am Main 2007
- zusammen mit Marcel Studer als Herausgeber: Der Liberalismus – eine zeitlose Idee, München 2011